# 천쓰위 (정치인)
천쓰위(중국어 정체자: 陳思宇, 병음: Chén Sīyû, 한자음: 진사우, 1986년 9월 4일~)는 중화민국의 정치인이다.

## 학력
- 국립 타이베이 대학 공공행정정책학 및 법학 학사
- 국립 대만 대학 국립발전연구소 석사